# Eberhard Zangger

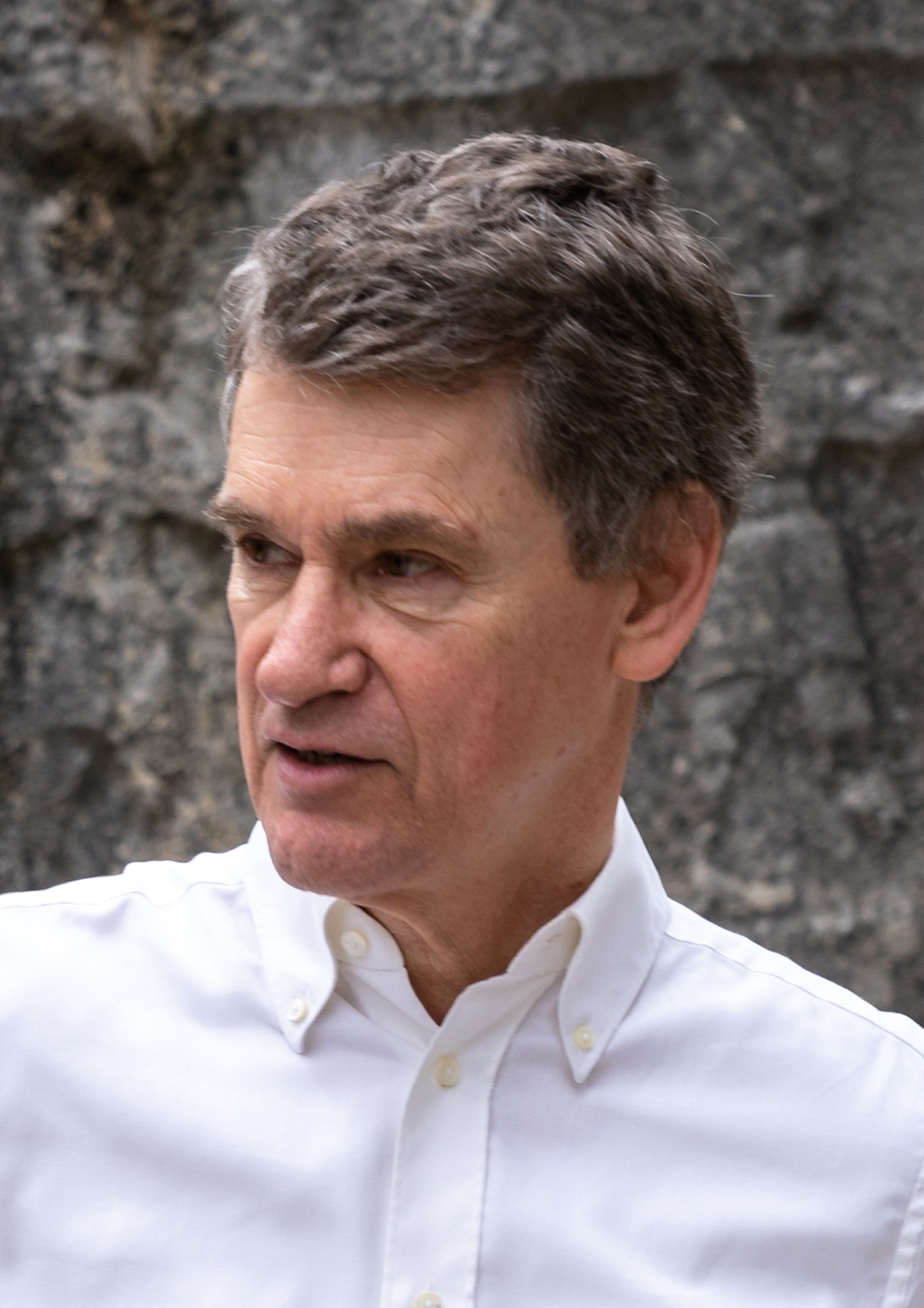
Eberhard Zangger im hethitischen Felsheiligtum Yazılıkaya, 2018.

Eberhard Zangger (* 9. April 1958 in Kamen, Nordrhein-Westfalen als Eberhard Finke) ist ein deutscher Geoarchäologe, Kommunikationsberater und Publizist. Bekannt wurde er vor allem durch seine umstrittenen Thesen zur bronzezeitlichen Geschichte des östlichen Mittelmeerraums. Besonders seine Hypothesen zu Troia und Atlantis stießen bei Fachkollegen auf breite Skepsis, teils auch seine Hypothesen zu den Luwiern. Zanggers Arbeiten wurden wiederholt in die Nähe der Parawissenschaften gerückt. Er ist Gründer und Präsident der Stiftung Luwian Studies, die im April 2014 ins Leben gerufen wurde und sich der Erforschung der bronzezeitlichen Kulturen Westanatoliens verschrieben hat.

## Biographie

### Frühes Leben, Ausbildung und akademischer Werdegang
Eberhard Zangger wurde im April 1958 unter dem Namen Eberhard Finke als Sohn von Günter und Gerda Finke in eine Handwerkerfamilie geboren. Nach der mittleren Reife begann er 1974 eine zweijährige Ausbildung zum Technischen Assistenten am Senckenberg Naturmuseum in Frankfurt am Main. Daran schloss sich eine weitere zweijährige Ausbildung zum Geologischen Präparator an der damals ersten und einzigen deutschen Präparatorenschule in Bochum an, die er 1978 abschloss. Im Anschluss arbeitete Finke anderthalb Jahre lang am Deutschen Bergbau-Museum in Bochum, wo er an Projekten beteiligt war, die sich mit den Auswirkungen der Luftverschmutzung auf Kunst- und Kulturdenkmäler befassten. Parallel zu seiner beruflichen Tätigkeit legte Finke die Begabtenprüfung ab, die ihm ein Hochschulstudium ohne Reifezeugnis ermöglichte. Er nahm ein Studium der Geologie und Paläontologie an der Christian-Albrechts-Universität zu Kiel auf. Für seine Leistungen erhielt er mehrere Stipendien der Studienstiftung des deutschen Volkes – darunter ein Inland-, Übersee- und Doktorandenstipendium.
1984 setzte Finke sein Studium an der Stanford University fort. Dort wurde er 1988 mit einer Dissertation zum Thema Landscape Evolution of the Argive Plain (Greece): Paleoecology, Holocene Depositional History, and Coastal Change promoviert. Im selben Jahr heiratete er und nahm den Nachnamen seiner Ehefrau an. Das Paar bekam zwei Kinder. Von 1988 bis 1991 war Zangger wissenschaftlicher Mitarbeiter am Department of Earth Sciences der University of Cambridge. In dieser Zeit konzentrierte er sich auf geoarchäologische Fragestellungen und untersuchte unter anderem die Küstenlage der Dimini Magoula im neolithischen Griechenland, die Ausdehnung des Lernäischen Sees und die Funktion mykenischer Flussumleitungen. Diese Forschungen fanden in der Fachwelt einige Beachtung. 1991 gründete Zangger das unabhängige Büro für geoarchäologische Beratung Geoarchaeology International in Zürich und war über dieses an mehreren archäologischen Feldprojekten im Mittelmeerraum beteiligt.

### Akademisches Wirken, Kontroversen und Wechsel in die Privatwirtschaft
Im Sommer 1991 besuchte Zangger auf Einladung Manfred Korfmanns erstmals die Ausgrabungsstätte am Hisarlık. Aufgrund seiner Expertise im Bereich künstlicher Wasserbauanlagen hoffte Korfmann auf weiterführende Anregungen. Da die geomorphologische Analyse der Kanäle in Troia bereits dem Geoarchäologen Ilhan Kayan oblag, erfolgte Zanggers Teilnahme an den Grabungen inoffiziell und lediglich „als Tourist“. Bereits im Vorfeld, noch in Tübingen, hatte Korfmann in einem persönlichen Gespräch Zangger nachdrücklich davon abgeraten, seine seit April 1990 entwickelte Hypothese zu Troia und Atlantis weiterzuverfolgen, was Zangger jedoch nicht beherzigte.
1992 erregte Zangger schließlich mit seinem Werk The Flood from Heaven – Deciphering the Atlantis Legend größere Aufmerksamkeit, indem er erstmals öffentlichkeitswirksam die These formulierte, Platons Atlantis-Erzählung basiere auf der Geschichte Troias. Er argumentierte hierbei, dass Platon eine altägyptische Version der Geschichte Troias für seinen Atlantis-Bericht verwendet habe, indem er Parallelen zwischen der mykenischen Kultur und Platons Beschreibung von Atlantis sowie zwischen dem Troianischen Krieg und dem Krieg zwischen Griechenland und Atlantis zog. Diese These rief insbesondere im angelsächsischen Raum zunächst verhaltenes Interesse, dann aber vor allem vehemente Kritik hervor und wurde von Altertumskundlern aufgrund von methodischen Unzulänglichkeiten weit überwiegend als nicht haltbar abgelehnt.
Seit 1994 entwickelte Zangger eine Chronologie der politischen und wirtschaftlichen Entwicklungen im östlichen Mittelmeerraum des 13. Jh. v. Chr. Dabei interpretierte er den homerischen Troianischen Krieg als Erinnerung an einen bedeutenden Konflikt, der um 1200 v. Chr. zum Zusammenbruch mehrerer Staaten in der Region führte. Einen besonderen Stellenwert maß er hier den sogenannten luwischen Königreichen in Westanatolien – darunter Arzawa, Mira, Wilusa, Lukka und Seha – bei und betonte deren Rolle im Verlauf dieser historischen Ereignisse.
1998 plante Zangger eine luftgestützte-geophysikalische Untersuchung der Troia-Ebene, um Siedlungsschichten und vermeintliche künstliche Hafenbecken zu identifizieren. Das türkische Ministerium für Kultur und Tourismus verweigerte jedoch die Genehmigung für dieses Projekt – ein Entschluss, der im Einklang mit den wissenschaftlichen Bedenken Manfred Korfmanns stand, der Zanggers Theorien und Interpretationen kritisch gegenüberstand. Der zu diesem Zeitpunkt bereits länger schwelende Konflikt mit dem Tübinger Altertumskundler eskalierte Anfang der 2000er vollends, als Korfmann Zanggers wissenschaftliche Reputation infrage stellte und angab, dieser sei in wissenschaftlichen Veröffentlichungen nicht zu finden. Auch verglich Korfmann Zangger bei anderer Gelegenheit aufgrund von dessen fragwürdigen Interpretationen mit Vertretern der Parawissenschaften. Diese Aussagen, Zangger könne in Fachpublikationen nicht gefunden werden, führten zu einem Gerichtsverfahren, in welchem Zangger Korfmann verklagte. Im August 2000 entschied die Pressekammer des Landgerichts München I zugunsten von Zangger und verbot Korfmann Zangger die wissenschaftliche Befähigung abzusprechen.
Zum Zeitpunkt dieser Eskalation hatte sich Zangger aufgrund der zunehmenden Kritik an seinen Theorien und der mangelnden Akzeptanz innerhalb der Fachwelt bereits aus der Forschung zurückgezogen, war in die Privatwirtschaft übergewechselt und arbeitete als Berater für strategische Unternehmenskommunikation für eine Züricher PR-Agentur. 2001 wechselte er zu KPNQwest Schweiz, wo er bis 2002 als Director Corporate Communication tätig war. 2002 gründete Zangger in Zürich eine Content-Agentur, die sich auf Wissenschaftskommunikation konzentrierte und seit 2007 unter dem Namen science communications GmbH firmiert. Trotz seines beruflichen Neuanfangs blieb er der prähistorischen Archäologie eng verbunden und veröffentlichte 2017 ein Buch über die Wegbereiter dieser Disziplin in Anatolien. In diesem stark autobiografischen Werk Die Luwier und der Trojanische Krieg. Eine Entdeckungsgeschichte schilderte Zangger seine Perspektive auf die Ereignisse rund um die von ihm initiierte Troia-Untersuchung sowie die Kontroversen mit Korfmann, welchem er vorwarf, seine Forschungen sabotiert zu haben. Einige seiner Aussagen über den bereits 2005 verstorbenen Korfmann wurden von Rezensenten dabei als deutlich grenzüberschreitend empfunden.

### Rückkehr in die Forschung und Gründung der Stiftung Luwian Studies
Mehr als ein Jahrzehnt nach seinem Ausscheiden aus der Forschung gründete Zangger im April 2014 die internationale gemeinnützige Stiftung Luwian Studies, deren Präsident er zugleich wurde. Die Stiftung widmet sich der Erforschung der luwischen Kultur und ihrer Bedeutung in der bronzezeitlichen Ägäis, mit dem Ziel, das Wissen über diese wenig erforschte Zivilisation zu erweitern.
Zangger hat neben seinen Forschungen zu Troia und der von ihm so genannten luwischen Kultur und deren Rolle in der Spätbronzezeit auch in anderen Fachgebieten, insbesondere zur Geoarchäologie, mit einem Schwerpunkt auf der Rekonstruktion prähistorischer Küstenlinien und historischen Wasserbauprojekten publiziert. Außerdem beschäftigte er sich mit der Rolle der Seevölker beim Zusammenbruch der bronzezeitlichen Kulturen und der Archäoastronomie, im Konkreten zur lunisolaren Kalenderfunktion hethitischer Felsheiligtümer.
Zangger beschäftigte sich zudem intensiv mit dem Nachlass des Archäologen James Mellaart und löste damit eine akademische Debatte aus. Im Juni 2017 erhielt er Zugang zu zahlreichen Manuskripten Mellaarts. Diese bezogen sich auf angebliche Bronze- und Kalkstein-Inschriften, teils in Keilschrift, teils in luwischen Hieroglyphen, die im 19. Jahrhundert beim Dorf Beyköy entdeckt, später jedoch verloren gegangen sein sollen. Zangger schätzte die Bedeutung der Texte als enorm ein, da dieser die von ihm schon länger postulierte Existenz mächtiger luwischer Reiche in Anatolien zu bestätigen schien. Seiner Einschätzung nach hatte Mellaart die Inschrift zu Lebzeiten deswegen nicht veröffentlicht, weil dies unweigerlich jene Fälschungsvorwürfe bekräftigt hätte, denen Melaart bereits seit den 60er Jahren ausgesetzt gewesen war. Eine erste vorläufige Auswertung des Materials sowie von Mellaart angeblich auf Grundlage von Georges Perrot angefertigte Zeichnungen der von Zangger als „Beyköy 2“ bezeichneten Quelle nahm Zangger in sein im Oktober 2017 erschienenes Buch Die Luwier und der Trojanische Krieg. Eine Entdeckungsgeschichte auf. Die Ansicht, die Texte könnten gefälscht sein, bezeichnete Zangger in diesem Zusammenhang als „absurd“ und betrachtete verschiedene Ungereimtheiten als Hinweise auf die Echtheit der Inschrift. Zusammen mit Frederik C. Woudhuizen publizierte Zangger noch im Dezember 2017 zunächst online und im Folgejahr auch in gedruckter Form einen Artikel, in dem beide Autoren die Authentizität der Inschrift Beyköy 2 bekräftigten. Dies geschah als Reaktion auf die im Herbst des gleichen Jahres innerhalb  der Fachwelt aufgeworfenen Zweifel an der Echtheit der Entdeckungen. Im Februar 2018 durchsuchte Zangger fünf Tage lang gemeinsam mit James Mellaarts Sohn das ehemalige Studierzimmer des Archäologen, um weitere Dokumente zu den Beyköy-Texten zu sichten. Dabei gelangte er zu dem Schluss, dass Mellaart im Laufe seines wissenschaftlichen Wirkens umfangreiches Material gefälscht hatte. Trotz dieser neuen Erkenntnisse hielten Zangger und Woudhuizen an der Echtheit der Hieroglypheninschrift Beyköy 2 fest.
Von 2020 bis 2024 absolvierte Zangger ein Studium an der Harvard University und erwarb dort einen Master of Liberal Arts (ALM) in Extension Studies, Field of Anthropology and Archaeology. Die Masterarbeit erfolgte zum Thema From Memes to Marx. Social Media as the New Frontier of Ruling Class Dominance.

## Veröffentlichungen in Auswahl
Monographien
- Landscape Evolution of the Argive Plain, Greece. Paleoecology, Holocene Depositional History and Coastline Change [Phil. Diss.], Stanford 1988.
- Geoarchaeology of the Argolid, Berlin 1993, ISBN 3-7861-1700-4.
- The Flood from Heaven. Deciphering the Atlantis Legend, London 1992, ISBN 0-283-06084-0.
- Atlantis. Eine Legende wird entziffert, übers. v. Ulrike Wasel & Klaus Timmermann, München 1992, ISBN 3-4262-6591-5.
- Ein neuer Kampf um Troia. Archäologie in der Krise, München 1994, ISBN 3-426-26682-2.
- Die Zukunft der Vergangenheit. Archäologie im 21. Jahrhundert, München 1998, ISBN 3-426-7750-42.
- Die luwische Kultur. Das fehlende Element in der Ägäischen Bronzezeit, Istanbul 2016. ISBN 605-9680-21-6.
- Die Luwier und der Trojanische Krieg. Eine Entdeckungsgeschichte, Zürich 2017, ISBN 978-3-280-05647-9.
- (Mit Frederik C. Woudhuizen): Early Mediterranean Scripts, Istanbul 2021, ISBN 978-605-7673-93-0.

Herausgeberschaften
- (Mit Ivo Hajnal & Jorrit M. Kelder): The Political Geography of Western Anatolia in the Late Bronze Age. Proceedings of the EAA Conference Bern, 7 September 2019, Budapest 2022, ISBN 978-615-5766-54-1.

Aufsätze
- (Mit Tjeerd H. van Andel): Land Use and Soil Erosion in Prehistoric and Historical Greece. In: Journal of Field Archaeology 17(4), 1990, 379–96.
- Prehistoric Coastal Environments in Greece. The Vanished Landscapes of Dimini Bay and Lake Lerna. In: Journal of Field Archaeology 18(1), 1991, S. 1–15.
- Prehistoric and Historic Soils in Greece. Assessing the Natural Resources for Agriculture. In: Berit Wells (Hrsg.): Agriculture in ancient Greeceproceedings of the seventh international symposium at the Swedish Institute at Athens, 16–17 May, 1990, Stockholm 1992, S. 13–19.
- Plato’s Atlantis Account: A distorted Recollection of the Trojan War. In: Oxford Journal of Archaeology 18(1), 1993, S, 77–87.
- The Island of Asine. A Paleogeographic Reconstruction. In: Opuscula Atheniensa 20 (15), 1994, S. 221–39.
- (Mit Michael Timpson u. a.): The Pylos Regional Archaeological Project. Landscape Evolution and Site Preservation, Hesperia 66(4), 1997, 549–641.
- (Mit Michael Timpson u. a.): Searching for the Ports of Troy. In: Philippe Leveau  u. a. (Hrsg.): Environmental Reconstruction in Mediterranean Landscape, Oxford 1998, S. 89‒103.
- (Mit Frederik C. Woudhuizen): Rediscovering Luwian Hieroglyphic Inscriptions from Western Asia Minor. Talanta 50, 2018, S. 9–56.
- (Mit Rita Gautschy): Celestial Aspects of Hittite Religion. An Investigation of the Rock Sanctuary Yazılıkaya. In: Journal of Skyscape Archaeology 5(1), 2019, S. 5–38, doi:10.1558/jsa.37641.
- (Mit Edwin C. Krupp u. a.). Celestial Aspects of Hittite Religion, Part 2: Cosmic Symbolism at Yazılıkaya. In: Journal of Skyscape Archaeology 7(1), 2021, S. 57–94, doi:10.1558/jsa.17829.
- (Mit Alper Aşınmaz & Serdal Mutlu): Middle and Late Bronze Age Western Asia Minor. A Status Report. In: Ivo Hajnal u. a. (Hrsg.): The Political Geography of Western Anatolia in the Late Bronze Age, Budapest 2022, S. 39–180.